# Adil Titi
Adil Titi, född 20 augusti 1999, är en svensk-togolesisk fotbollsspelare som spelar för italienska AC Trento i Serie C.

## Karriär
Titi började spela fotboll i Rannebergens IF som femåring. Som 14-åring gick han till Gunnilse IS och två år senare gick Titi till IFK Göteborg.
Titi debuterade i IFK Göteborgs A-lag den 23 augusti 2017 i en 5–0-vinst över Landvetter IS i Svenska cupen, där han blev inbytt i den 62:a minuten mot Sam Adekugbe. I januari 2018 skrev Titi på ett treårskontrakt med A-laget. Titi gjorde allsvensk debut den 29 april 2019 i en 3–0-vinst över AIK, där han blev inbytt på övertid mot August Erlingmark. I januari 2020 förlängde Titi sitt kontrakt i IFK Göteborg fram över säsongen 2022.
Den 25 augusti 2020 lånades Titi ut till Norrby IF på ett låneavtal över resten av säsongen. I januari 2021 lånades han ut till IK Brage på ett låneavtal över säsongen 2021. I januari 2022 blev Titi klar för en permanent övergång till Brage, där han skrev på ett treårskontrakt.
I januari 2025 värvades Titi av italienska AC Trento i Serie C, där han skrev på ett 1,5 årskontrakt med en option på 1 år till.

## Landslagskarriär
Titi är född i Sverige och är av togolesisk härkomst. Han är en före detta ungdomslandskamp för Sverige, efter att ha spelat för Sveriges U19-lag. Han kallades upp till Togos landslag i mars 2024.  Titi gjorde sin debut för Togos landslag den 9 september 2024 i en Kvalmatch till Afrikanska mästerskapen 2024 mot Ekvatorialguinea på Malabo stadium i Ekvatorialguinea.